# Premio Enrico Fermi
El Premio Enrico Fermi es un premio "presidencial" del Gobierno de los EE. UU, en honor a los científicos de prestigio internacional por su trayectoria profesional en el desarrollo, uso, o la producción de energía. Es administrado por el Departamento de Energía de los Estados Unidos.
El destinatario recibe 375 000 dólares, un certificado firmado por el presidente y el Secretario de Energía, y una medalla de oro con la imagen de Enrico Fermi.

## Lista de galardonados
- 2014 - Claudio Pellegrini y Charles V. Shank
- 2013 - Allen J. Bard y Andrew Sessler
- 2012 - Mildred Dresselhaus
- 2012 - Burton Richter
- 2009 - John Goodenough
- 2009 - Siegfried Hecker
- 2005 – Arthur Rosenfeld
- 2003 – John Norris Bahcall
- 2003 – Raymond Davis Jr.
- 2003 – Seymour Sack
- 2000 – Sheldon Datz
- 2000 – Sidney Drell
- 2000 – Herbert York
- 1998 – Maurice Goldhaber
- 1998 – Michael E. Phelps
- 1996 – Mortimer Elkind y H. Rodney Withers
- 1996 – Richard Garwin
- 1995 – Ugo Fano
- 1995 – Martin Kamen
- 1993 – Liane Russell
- 1993 – Freeman Dyson
- 1992 – Harold Brown
- 1992 – John Foster
- 1992 – Leon Max Lederman
- 1990 – George A. Cowan
- 1990 – Robley D. Evans
- 1988 – Richard B. Setlow
- 1988 – Victor F. Weisskopf
- 1987 – Luis Álvarez
- 1987 – Gerald F. Tape
- 1986 – Ernest Courant
- 1986 – M. Stanley Livingston
- 1985 – Norman Rasmussen
- 1985 – Marshall Rosenbluth
- 1984 – Robert R. Wilson
- 1985 – George Vendryes
- 1983 – Alexander Hollaender
- 1983 – John H. Lawrence
- 1982 – Herbert L. Anderson
- 1982 – Seth Neddermeyer
- 1981 – W. Bennett Lewis
- 1980 – Rudolf E. Peierls
- 1980 – Alvin M. Weinberg
- 1978 – Wolfgang K.H. Panofsky
- 1978 – Harold M. Agnew
- 1976 – William L. Russell
- 1972 – Manson Benedict
- 1971 – Shields Warren
- 1971 – Stafford L. Warren
- 1970 – Norris E. Bradbury
- 1969 – Walter H. Zinn
- 1968 – John A. Wheeler
- 1966 – Otto Hahn
- 1966 – Lise Meitner
- 1966 – Fritz Strassmann
- 1964 – H.G. Rickover
- 1963 – J. Robert Oppenheimer
- 1962 – Edward Teller
- 1961 – Hans A. Bethe
- 1959 – Glenn T. Seaborg
- 1958 – Eugene P. Wigner
- 1957 – Ernest O. Lawrence
- 1956 – John von Neumann

- Datos: Q931545
- Multimedia: Enrico Fermi award / Q931545